# Полёт-1
«Полёт-1» (И-2Б № 102) — первый в мире боевой искусственный спутник Земли нового типа, способный маневрировать, меняя высоту и наклон орбиты, был запущен с космодрома Байконур 1 ноября 1963 года в 11 часов 56 минут.
Прототип серии военных спутников программы «ИСУС», созданный для отработки новой технологии, двигателей позволяющих маневрировать спутнику на орбите.
Программу в шутку окрестили «ИСУС» сложив два сокращения ИС — истребитель спутников и УС — управляемый спутник.
В разработке и запуске спутника принимали участие ведущие предприятия СССР, в числе которых были ОКБ-52, ОКБ-1, НПО машиностроения, СКБ-41, КБ-1, ЦНИИ «Комета». И ведущие специалисты, такие как Владимир Николаевич Челомей, Сергей Павлович Королёв, Алексей Михайлович Исаев, Анатолий Иванович Савин, Константин Александрович Власко-Власов.
Центр управления располагался в городе Ногинск-9, в 60 км к востоку от Москвы, где сейчас расположен центр управления программ «Нивелир» и «Буревестник».
Был успешно выведен на орбиту, ракетой «Р-7А» 11А59 завершив свою программу испытаний за 1,5 витка. Позволил приступить к испытания второго спутника программы «Полёт-2» и успешно реализовать программу «Истребитель спутников».
Целью запуска было создание аппаратов нового типа военного значения, для противостояния разведывательной программе ЦРУ США «Corona» запущенной в 1956 году и ответом на действия Пентагона запустившего с бомбардировщика B-47 в космос ракету Bold Orion в апреле 1958 года. Однако из-за секретности, долгие годы информация была скрыта от широкой общественности.
Получил множество прозвищ, зарубежными СМИ считается «Первый космическим оружием» человечества.
Показ макета спутника в павильоне «Центра космонавтики и авиации» на ВДНХ отклонило Министерство Обороны РФ в 2016 году.

## История

### Советское время
| «                             | То, что мы запускаем космические корабли, — это не новость. Мы уже несколько лет их запускаем, и они благополучно летают в космосе. Но сегодняшний корабль — это большая новость. Если раньше корабли, запущенные на орбиту, главным образом совершали полёты в том направлении, которое им задавали, когда запускали их с Земли, то новый космический корабль, который запущен сегодня, совершает широкие манёвры в космосе, меняя плоскость орбиты и высоту. То, что нами запущен такой корабль, свидетельствует о том, что человеческая мысль поднялась на более высокую ступень | » |
| — Никита Хрущёв 2 ноября 1963 | |   |

В 1960 году Сергей Королёв, Артём Микоян и Григорий Кисурько обратились к главе КПСС и председателю правительства СССР Никите Хрущеву с предложением о создании комплекса по перехвату космических аппаратов и противоракетной обороны, однако, они были не первые у Никиты Сергеевича на столе уже лежал похожий проект, разработанный руководителем ОКБ-52 Владимиром Челомеем.
23 июня 1960 года вышло постановление ЦК КПСС и Совета министров СССР «О создании ракетопланов, космопланов, спутников-разведчиков и баллистических ракет с самонаведением». Согласно постановлению основные работы предписывалось выполнить ОКБ-52 Челомея, с уточнением в кооперации с другими конструкторскими бюро.
Советский бюджет был заметно истощен космической гонкой, а организация Королева расходовала много средств, идеи Челомея виделись более дешевыми в реализации и более простыми в производстве. По этому работы по программе над созданием спутника были начаты в 1960 году под руководством Владимира Николаевича Челомея в «ОКБ-52». Программу в шутку окрестили «ИСУС» сложив два сокращения ИС — истребитель спутников и УС — управляемый спутник.

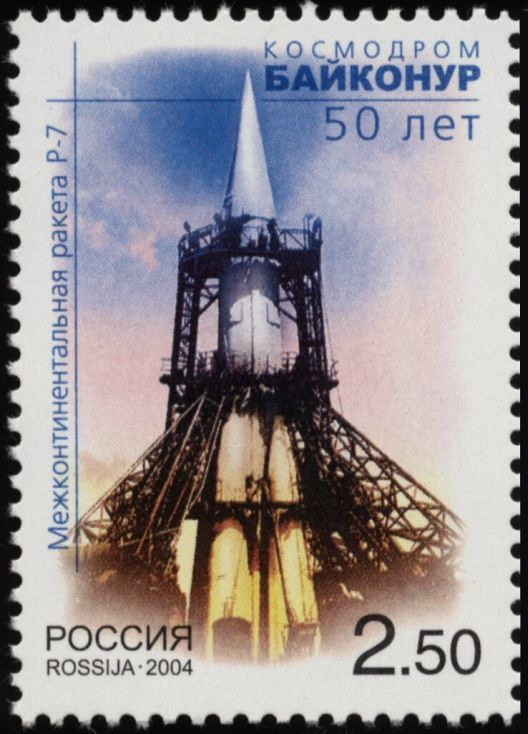
Фотография Р-7 на почтовой марке 2004 года

«ОКБ-52» было в состоянии решить все вопросы, касающиеся ракетно-космических средств этих систем. Но у ОКБ не было организации, которая могла бы разработать бортовые и наземные радиотехнические устройства радиотелеуправления. В Комиссии Президиума Совета министров СССР по военно-промышленным вопросам ВПК, Челомей просил совета у заместителя председателя ВПК Леонида Ивановича Горшкова. Леонид Иванович посоветовал ему обратиться по этому вопросу в КБ-1, к Александру Андреевичу Расплетину и Анатолию Ивановичу Савину. По мнению Горшкова, это была единственная организация, способная успешно справиться такой сложной задачей.

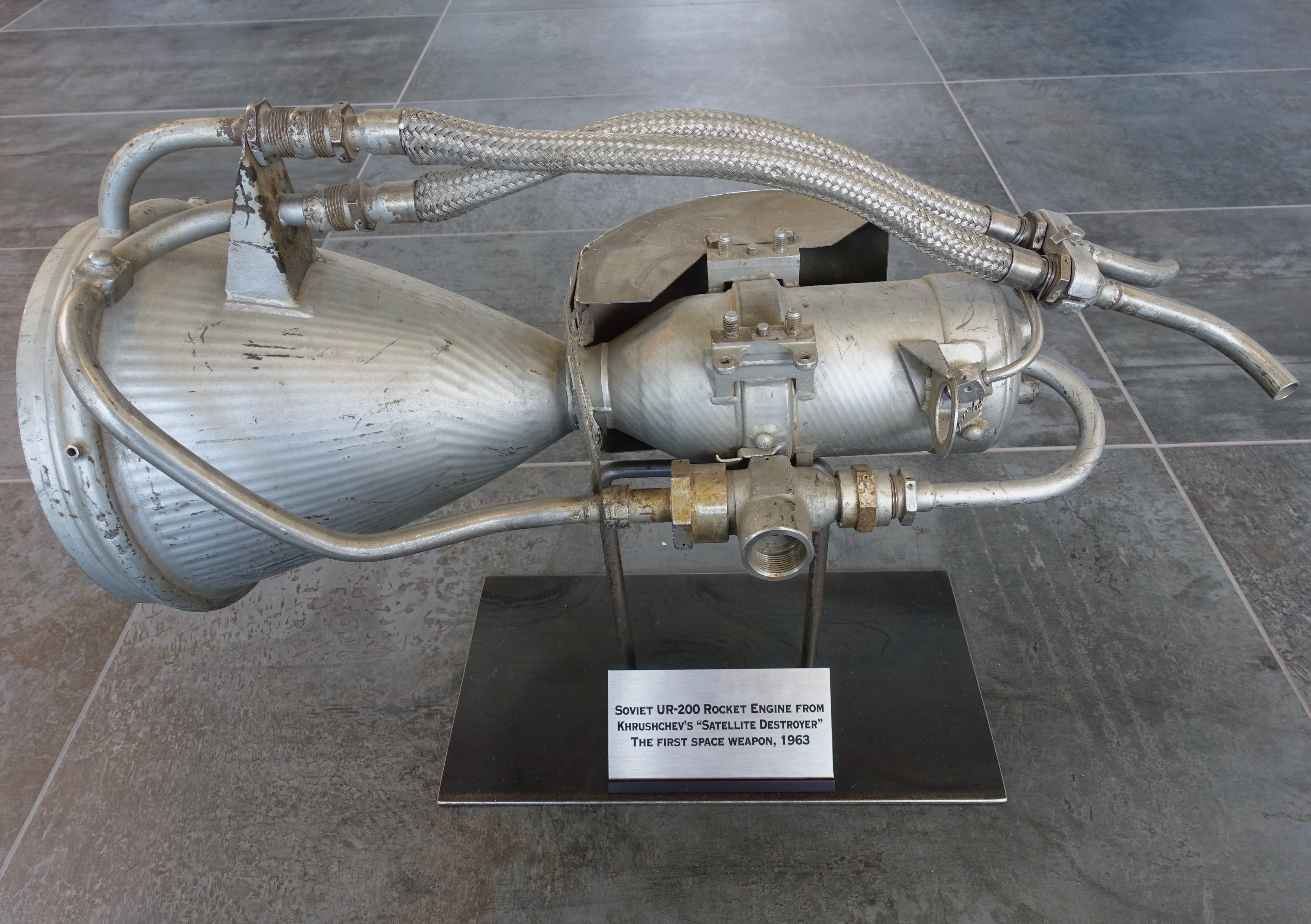
Надпись на табличке — «Советский ракетный двигатель УР-200 с "разрушителя спутников" Хрущева — первое космическое оружие 1963 г.»

 Расплетин дал своё согласие, но уточнил, что свободных людей нет, а Савин обдумывал предложение и консультировался с коллективом своего КБ, после чего отказался от работ по К-9 и подключился к работам по ИС.
Другим важным вопросом стал выбор носителя для выведения спутника-перехватчика на орбиту. Однако в постановлении от 23 июня прямо говорилось, что ОКБ-52 должно использовать в качестве основы для проектирования ракету Р-7, Челомей хотел создать собственную ракету, которую можно было бы долго хранить в заправленной и быстро подготовить к пуску.
Непосредственным конструированием первой ракеты, получившей обозначение УР-200, занялся коллектив Филиала № 1 ОКБ-52 в Филях под руководством Виктора Никифоровича Бугайского. 16 марта 1961 года уже после защиты аванпроекта вышло постановление ЦК КПСС и Совета Министров СССР о создании системы противоспутниковой обороны «ИС», системы морской разведки и целеуказания «УС» и ракеты-носителя УР-200.

### Проектные работы

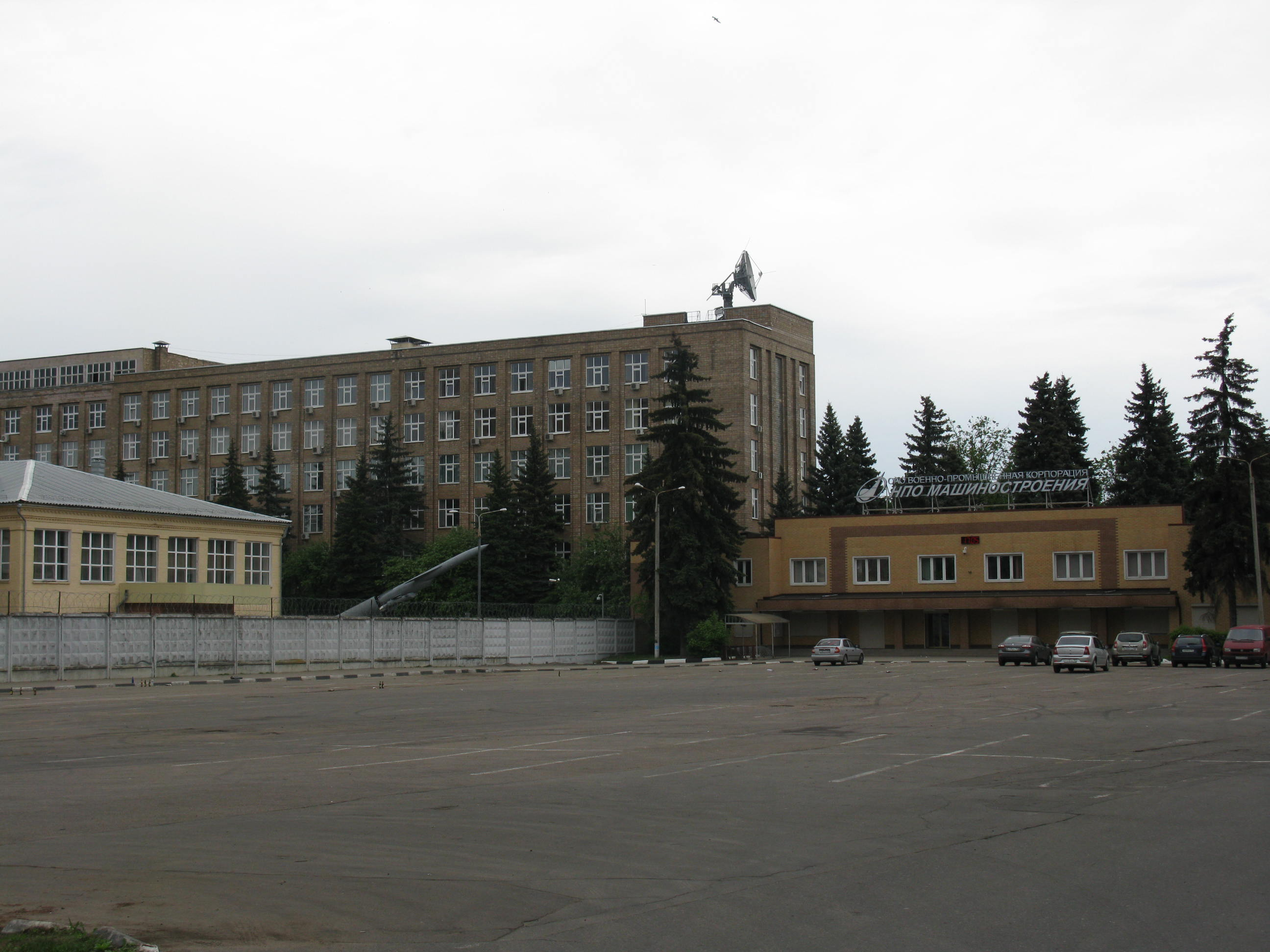
ОКБ-52 основано в 1944 году под руководством В. Н. Челомея в городе Реутов Московской области

К апрелю 1961 года аванпроект комплекса был готов, а в мае поступили материалы от многочисленных смежных организаций, в том числе предэскизный проект по ракете-носителю УР-200. Работы по темам «ИС» и «УС» были так сильно связаны, что по ним проходили общие совещания, которые называли: «заседания по ИСУСам».
После рассмотрения ряда вариантов сотрудники ОКБ-52 и СКБ-41 остановились на пространственной ферменной конструкции без фюзеляжа. Головная часть спутника, получила обозначение 5В91, состояла из аппарата-перехватчика, сбрасываемого обтекателя и проставки для установки на ракету. Спутник массой 2,1 — 2,4 т представлял собой силовую раму, в «носовой» части которой устанавливался приборный отсек — контейнер, называемый «шайбой». Спереди «шайбы» располагалась сетчатая параболическая антенна с излучателем для поиска и самонаведения диаметром 2,1 м.

Поражающие элементы стальные шарики

Внутрь «шайбы» поместили командную систему радиоуправления, бортовой вычислительный комплекс, радиолокационную станцию, систему ориентации и стабилизации, источники питания, телеметрическое оборудование, радиопередатчик со своими антеннами, распределительные и вспомогательные устройства. За приборным отсеком на силовой рамке располагались шары-баки с топливом и баллоны со сжатым газом, находились четыре двигателя коррекции, расположенные перпендикулярно друг к другу. За шарами и баллонами размещался отсек с двумя выдвижными боевыми частями. В хвостовой части установлены двигатели разгона, жёсткой и мягкой стабилизации. В качестве поражающих элементов были 5-и миллиметровые металические шарики.

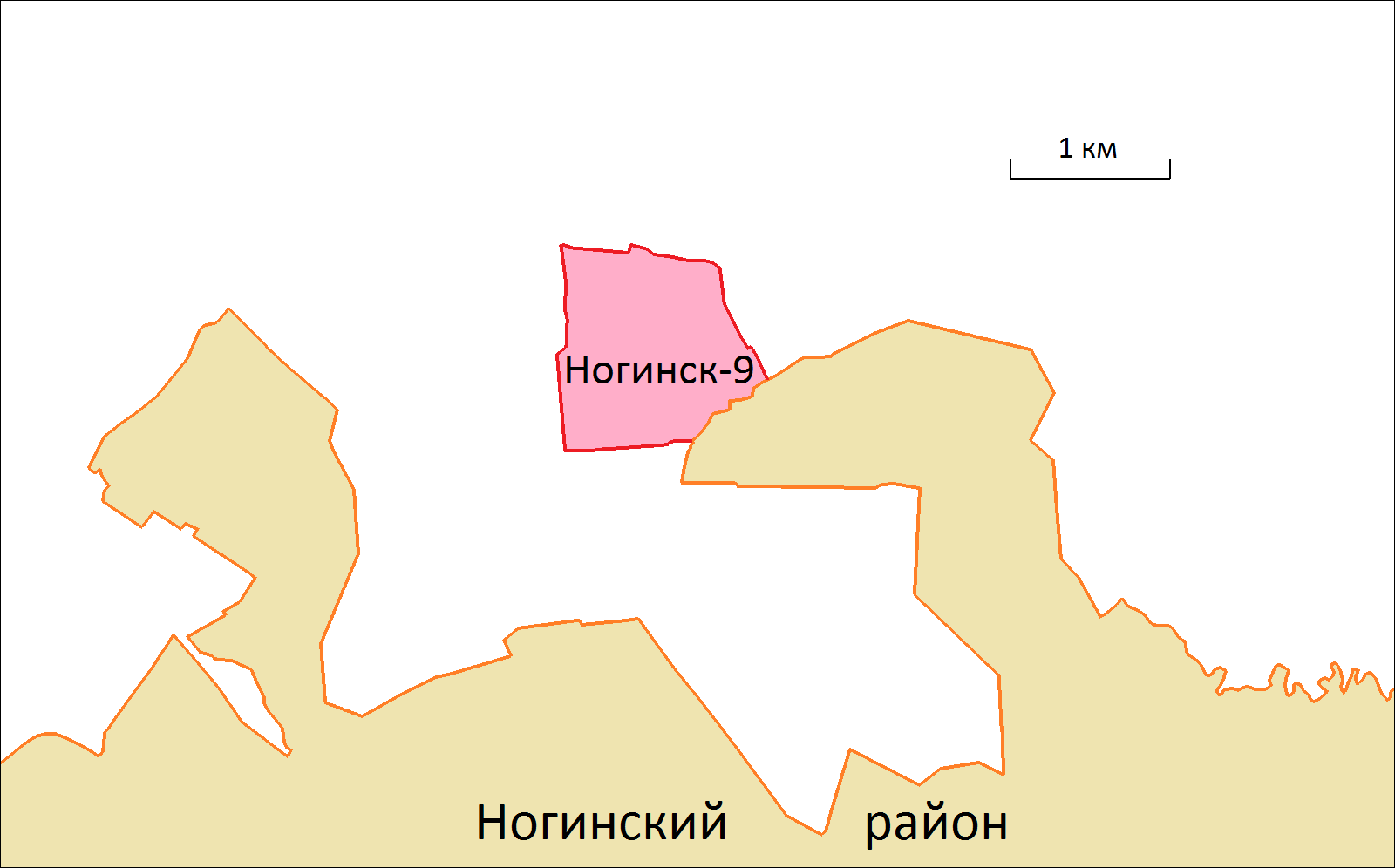
Дуброво ныне Ногинск-9

Проект системы «ИС» предусматривал использование двух вариантов боевых частей, каждая по 100 кг. С прожекторным полем поражения и с радиальным разбросом осколков. Чтобы ускорить процесс, параллельно с эскизным проектом в ОКБ-52 велись работы по выпуску конструкторской документации и изготовлению отдельных узлов.
Со стартовой позицией «ИС» всё было понятно, она хорошо вписалась в существующую инфраструктуру космодрома Байконур, то место под Командно-измерительный пункт ещё следовало определить. Рекогносцировочная комиссия Войск ПВО выбрала район в окрестностях посёлка Дуброво под Ногинском. В октябре 1962 года там, началось строительство площадки, получившей шифр «Объект 224Б». Строительство завершили за 2 года. Он получил название Центральный экспериментальный командно-вычислительный пункт управления и наведения комплекса «ИС».

### Производство
В январе 1963 завершили сборку первых перехватчиков И-2Б с 6-ю двигателями тяги и поперечного управления по 400 кг Алексея Исаева. И двигателями жёсткой и мягкой тяги по 16 кг и 1 кг на двухкомпонентном топливе были созданы в ОКБ С. К. Туманского. Было изготовлено три спутника № 101 — стендовый вариант, № 102 и № 103 — лётные образцы. 11 февраля в большом цехе ОКБ-52 состоялся показ спутников и другой техники. Его посетили Никита Хрущёв и Леонид Брежнев, присутствовали высокопоставленные военные во главе с министром обороны Родионом Малиновским.
23 мая вышло решение ВПК по первому и второму этапам разработки «Истребителя Спутников», уточнявшее сроки поставок спутников и проведения испытаний. К этому моменту с ОКБ-1 Королёва были согласованы все необходимые вводные для запуска прототипа перехватчика с использованием ракеты Р-7А, чья специальная модификация получила индекс 11А59. Отработку отделения спутника от второй ступени провели на доводочной базе Лётно-исследовательского института ЛИИ в подмосковном Жуковском. Дабы спутник безударно вышел из проставки, было решено поставить пороховые двигатели отброса второй ступени — испытания проводились на макетах, но с реальными двигателями.

### Запуск

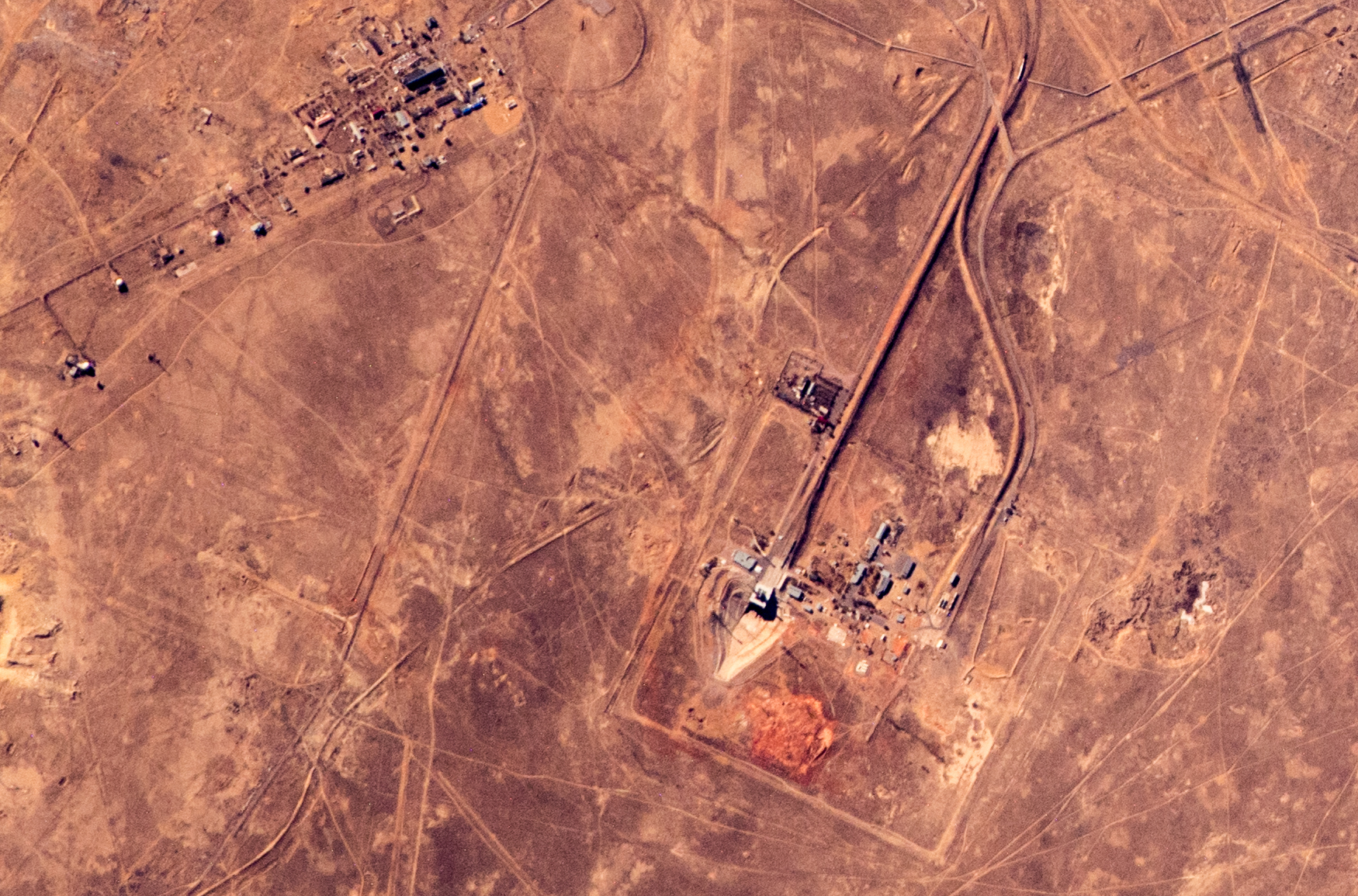
Байконур

В сентябре спутник И-2Б № 102 доставили на Байконур, в Монтажно-испытательный корпус ОКБ-1. Вместе с ним привезли специальный стенд, созданный в Филиале № 2 ОКБ-52 на «Семёновской» позволявший поворачивать спутник относительно трёх осей. Во время вращения спутника на технической позиции космодрома, услышали посторонний шум, а когда вскрыли приборный отсек, обнаружили перекатывающуюся гайку. В невесомости, она могла привести к аварии, причину которой установить на Земле не было возможности. Благодаря этому опыту, сегодня все космические аппараты проворачивают на стендах в ходе процедуры, которую инженеры называют «минутой молчания». Все предпусковые работы заняли 40 дней.
В день старта на смотровой площадке присутствовали руководство Госкомиссии, главный конструктор, конструкторы систем, представители министерств и ведомств председатель Госкомитета по авиационной технике П. В. Дементьев, командир полигона генерал А. Г. Захаров. Предполагалось запускать спутники серии ракетой «УР-200» проекта «ОКБ-52», но к моменту запуска первого аппарата, она ещё не была готова По этому на орбиту спутник выводила двухступенчатая ракета «Р-7А» проекта «ОКБ-1». Спутник был запущен с космодрома Байконур 2 ноября 1963 года в 11 часов 56 минут.

### Полёт
| «                                         | Успешный запуск первого в мире маневрирующего космического аппарата «Полёт-1», совершившего широкие манёвры в космосе, — это новый качественный скачок в планомерном освоении советской наукой космического пространства. Новая замечательная победа советских учёных, конструкторов, инженеров, техников и рабочих ещё раз свидетельствует о том, что первенство в самой трудной и сложной области научного прогресса по-прежнему принадлежит Советскому Союзу | » |
| — Мстислав Келдыш 11 ноября 1963 Известия | |   |

Отделение обтекателя и ракето-носителя «Р-7А» прошло в штатном режиме. Челомей поблагодарил ракетчиков за отличную работу. Вся комиссия переместилась на второй этаж монтажно-испытательного корпуса. Спутник вышел на рсчётную орбиту, занял правильную ориентацию, стабилизировался и в нужное время включил разгонный двигатель, набрав недостающие 300 м/с скорости. Программа рассчитанная на 1,5 витка, была весьма сложной. После первого включения разгонного двигателя спутник ушел на опорную орбиту с высотой в перигее 339 км и в апогее 592 км. Затем благодаря системе управления его двигатели включались многократно в различных направлениях. Всё это время спутник управлялся и стабилизировался двигателями жёсткой и мягкой тяги. После окончания манёвров, он перешёл на орбиту с высотой в перигее 343 км и в апогее 1437 км, изменив угол наклона орбиты к плоскости экватора. А после выполнения всей программы испытаний за 1,5 витка вокруг Земли, ему было присвоено имя «Полёт-1».

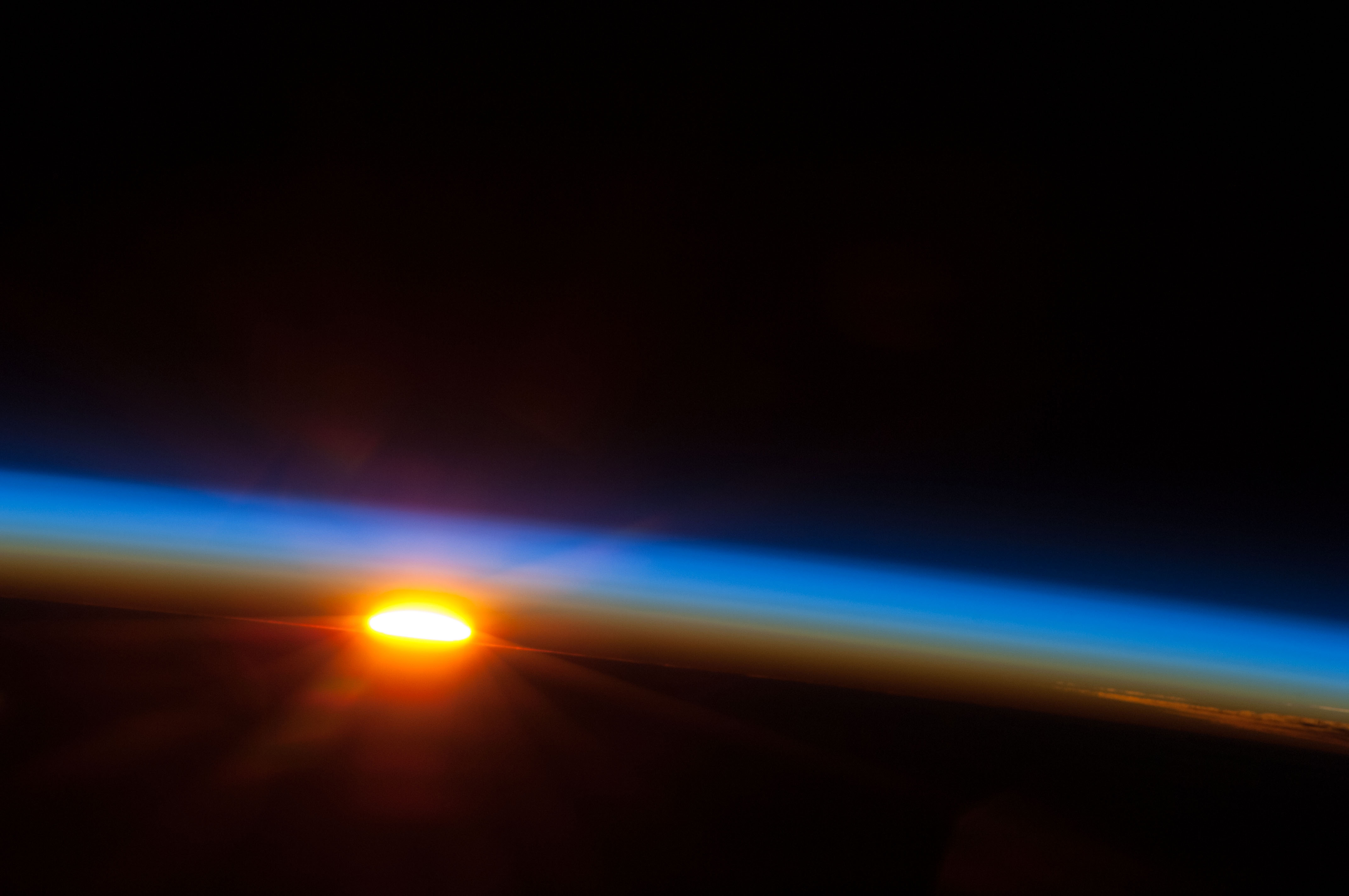
Восход солнца на орбите Земли

Вскоре после успешного завершения полёта, был сдан радиотехнический комплекс на командном пункте системы ПКО. В городе Ногинск-9 в 60 км к востоку от Москвы, где сегодня расположен центр управления программ «Нивелир» и «Буревестник». Систему ПКО и ИС разработал коллектив ЦНИИ «Комета» под непосредственным руководством академика АН СССР Анатолия Савина и доктора технических наук Константина Власко-Власова. В 1965 году началось создание ракетно-космического комплекса для вывода истребителя спутников на орбиту. Итогом испытаний стал пуск спутника «Полёт-2» и создание программы «Истребитель спутников» снятой с вооружения 1993 году, прекратившей существование в 1997 году.

### Секретность

#### СМИ

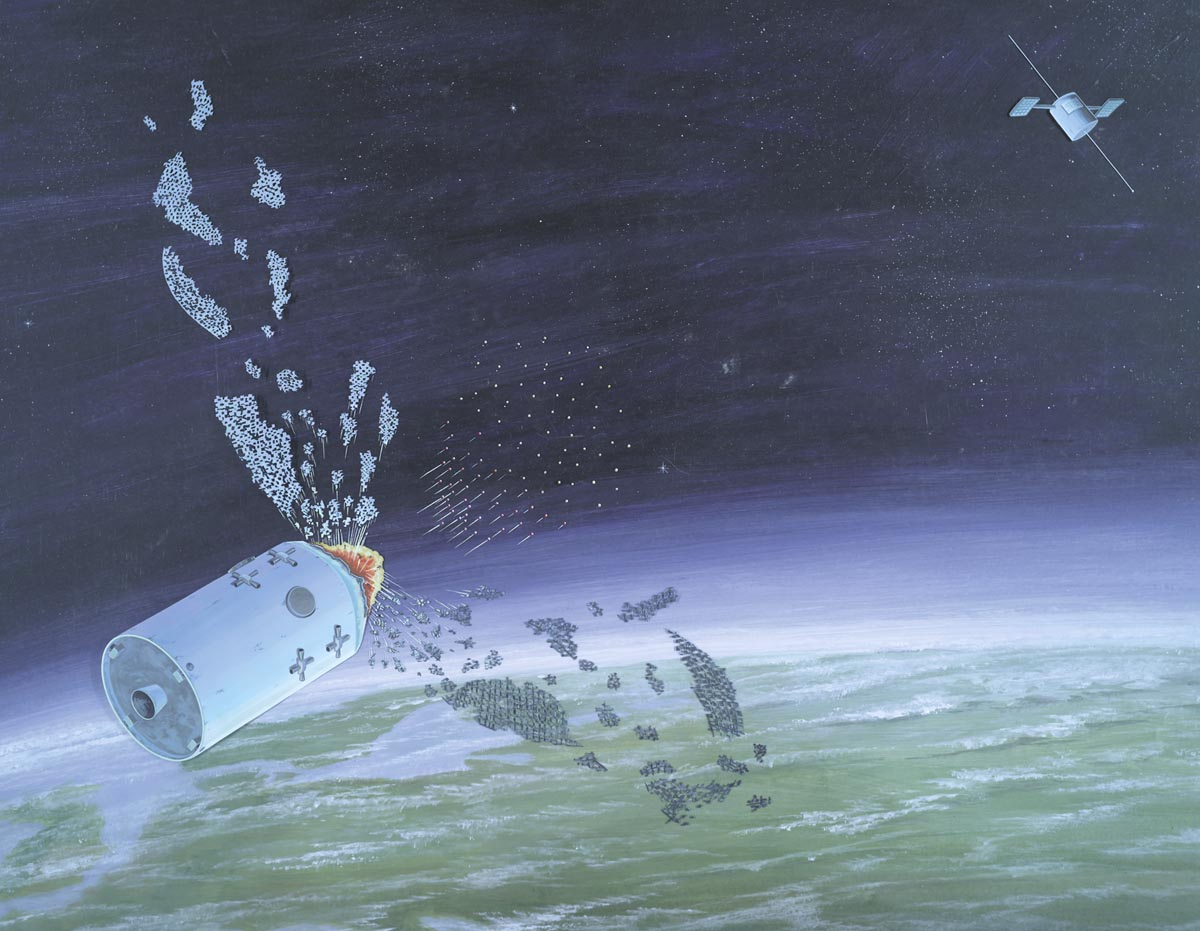
Рисунок 1986 года из Разведывательного управления Министерства обороны США

Когда 1 ноября 1963 года с космодрома Байконур состоялся запуск прототипа спутника-перехватчика. В сообщении ТАСС об этом было сказано следующее, что в целях выполнения указанной программы 1 ноября 1963 года в Советском Союзе произведен запуск управляемого маневрирующего космического аппарата «Полет-1», оборудованного специальной аппаратурой и системой двигательных установок, обеспечивающих его стабилизацию и проведение широкого маневрирования в околоземном космическом пространстве. Разумеется о военном назначении космического аппарата не сообщалось.
Журналисты издания «The guardian» даже в 2018 году не знали, что после запусков «Полётов» и успешных испытаний, программа «Истребитель спутников», стояла на боевом дежурстве 30 лет, до 1993 года и была закрыта только в 1997 году. По их мнению весь проект был свёрнут после серии испытательных полётов.
По мнению авторов с сайта «thespacereview.com» программа «Истребитель спутников» продолжалась 1968 по 1982 год, в ходе неё были произведены около 20 запусков спутников и только некоторые были успешны.
А журналисты с американского сайта «Популярная механика» в 2013 году были уверены, что именно запуск спутника «Полёт-1», положил начало многолетней гонке вооружений в космосе, забывая о том, что первый манёвренный спутник в мире, был ответом на американскую программу ЦРУ США по шпионажу с орбиты «Corona» и запуск американских противоспутниковых ракет Bold Orion.

#### Цель

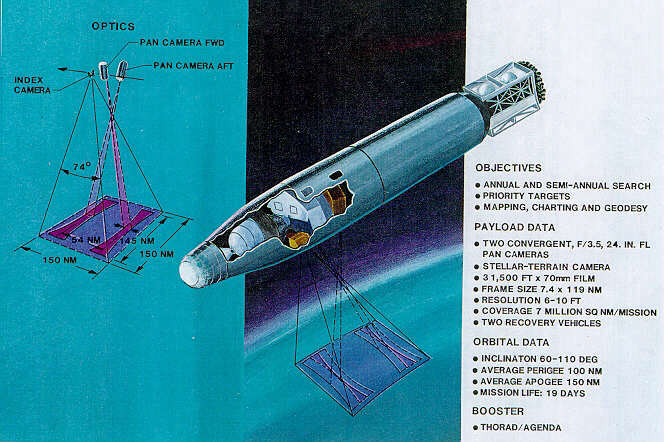
Спутник KH-4B серии Corona программы ЦРУ 1956 года

В апреле 1958 года Пентагон запустил с бомбардировщика B-47 в космос ракету Bold Orion. Целью эксперимента была проверка возможности поражения космических аппаратов ядерной боеголовкой. Чем закончились эти испытания, до сих пор неизвестно, но Советский Союз отреагировал созданием программы «ИС». Полёт-1 один создавался, как прототип «Истребителя спутников», имел на своем борту не только двигатели многоразового включения, для коррекции орбиты, но и боевую часть, предназначенную для борьбы с американскими спутниками-инспекторами, которые уже долгое время фотографировали территорию СССР и Китая. Благодаря шести двигателям разной тяги Полет-1, имел возможность подойти к любому космическому аппарату на высоте до 1350 км и взорвать на пути его следования снаряд, начиненный тысячами металлических шариков.

## Российское время

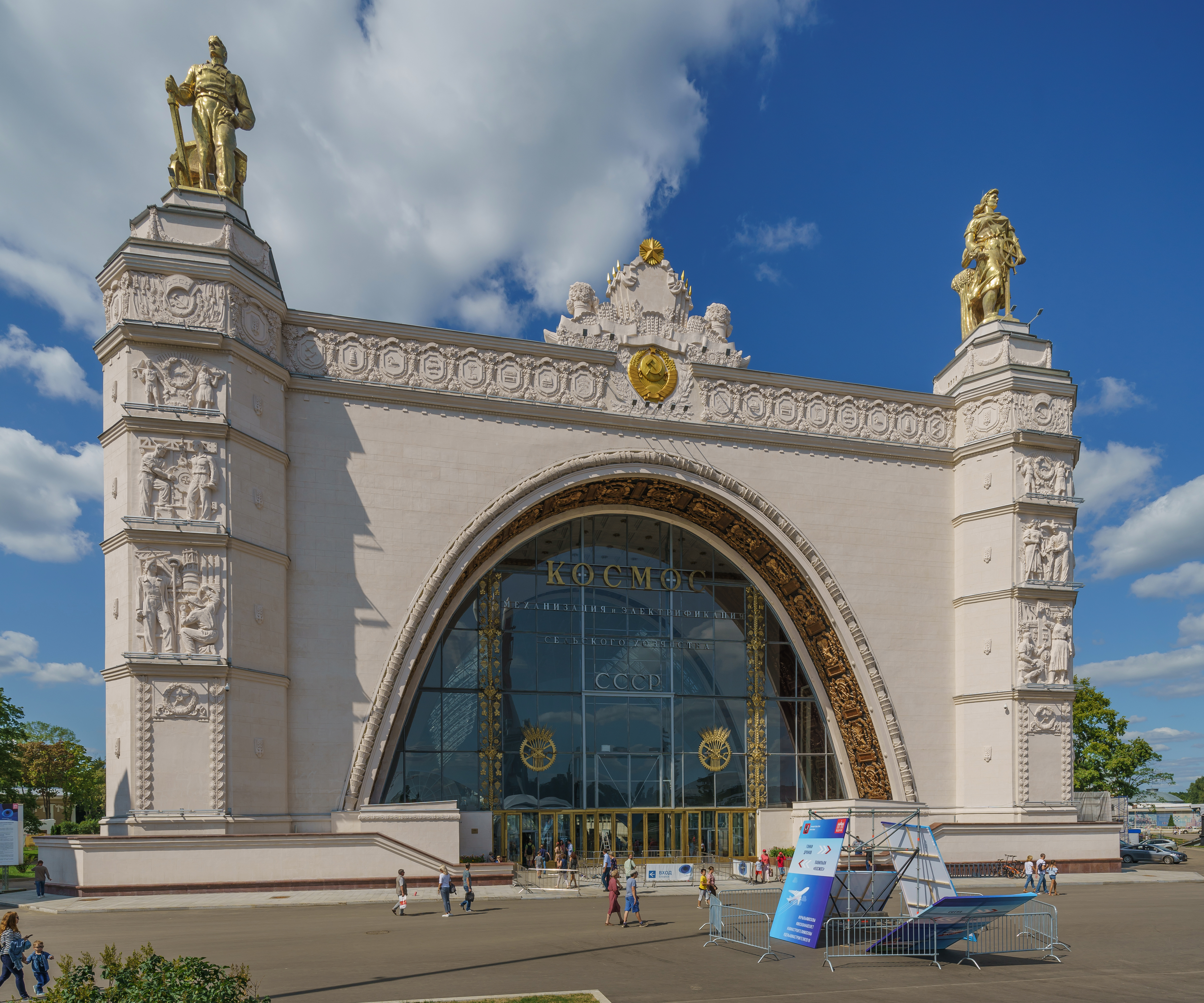
Павильон № 32 «Космос» на ВДНХ

В мае 2016 года стало известно, что Министерство Обороны РФ отклонило список экспонатов будущего павильона «Центра космонавтики и авиации» на ВДНХ, подготовленный Военно-промышленной комиссией. Как выяснили журналисты издания «Известия», причиной стал космический аппарат «Полет-1», первый в мире спутник, изменяющий высоту и угол наклона плоскости орбиты. Эксперт в области систем противовоздушной обороны и ПРО Михаил Ходаренок, напомнил о том, что внешний облик спутников-перехватчиков давно раскрыт, достаточно зайти в интернет, более того в одной из воинских частей в городе Солнечногорске «ИС» установлен на постаменте. Конечно, не каждый желающий, сможет увидеть и сфотографировать его, но всё же это возможно.
Профессор академии военных наук Вадим Козюлин высказал мнение, что сложившаяся ситуация вокруг «рассекречивания» космических аппаратов может свидетельствовать о том, что Москва готовится к противостоянию с Вашингтоном в космосе. Дело в том, что США не подписали соглашение о не развертывании в космическом пространстве боевых систем. Так что вопрос «открыт», и в новой гонке вооружений даже системы 1963 года могут оказать серьёзное влияние на исход противостояния.
Согласно заявлению полковника запаса ГРУ данному в интервью, работы по противоспутниковой обороне у нас проводились всегда, даже после 1991 года, когда официально они были свернуты, но эти сведения не разглашаются Как и контроль за запусками потенциального противника.
В 2010 году глава Роскосмоса Олег Остапенко, ещё будучи командующим войсками воздушно-космической обороны, заявил, что Москва вновь развивает спутники слежения, а также спутники, способные атаковать.